# Аграматизам
Аграматизам је карактеристика нефлуентне афазије. Људи са аграматизмом имају говор који се одликује углавном садржајним речима, са недостатком функцијских речи. На пример, када је затражено да опише слику деце која се играју у парку, особа с аграматизмом одговара са: „дрвеће... деца... трчи“. Људи са аграматизмом могу имати телеграфски говор, јединствени говорни образац са поједностављеним формирањем реченица (у којима су многе или све функционалне речи изостављене), слично ономе који се налази у телеграфским порукама. Међутим, недостаци у аграматизму су често специфични за језик—другим речима, „аграматизам“ код говорника једног језика може се појавити другачије него код говорника другог.
Грешке направљене у аграматизму зависе од тежине афазије. У тежим облицима продукција језика је изразито телеграфска, а у лакшим до умереним случајевима недостају неопходни елементи за конструкцију реченице. Уобичајене грешке укључују грешке у времену, броју и роду. Аграматизам се може јавити услед можданог удара или функционалног поремећаја мишљења до којег долази у психози (нпр. схизофренији).